# Rybinsk
Rybinsk (russisch Ры́бинск) ist eine russische Stadt in der Oblast Jaroslawl. Sie liegt rund 280 km nördlich von Moskau an der Mündung der Scheksna in die Wolga und hat 200.771 Einwohner (Stand 14. Oktober 2010).

## Geschichte
Die erste Besiedlung im Stadtgebiet erfolgte an der Mündung der Scheksna in die Wolga spätestens in der ersten Hälfte des 11. Jahrhunderts. Die Siedlung Ust-Scheksna (russisch Усть-Шексна́, zu deutsch etwa Scheksnamünde) war regionales Zentrum für Handel, Handwerk und Metallurgie. In der Zeit der tatarisch-mongolischen Überfälle wurde Ust-Scheksna verwüstet. Die Neubesiedlung erfolgte nunmehr am rechten Wolgaufer unter neuem Namen Rybnaja sloboda (russisch Ры́бная слобода́, deutsch Fischsiedlung), wie 1504 in einer Urkunde des Großfürsten Iwan III. Wassiljewitsch erwähnt wird. Die Einwohner lieferten Sterlet, Weißlachs und Stör an den Hof.

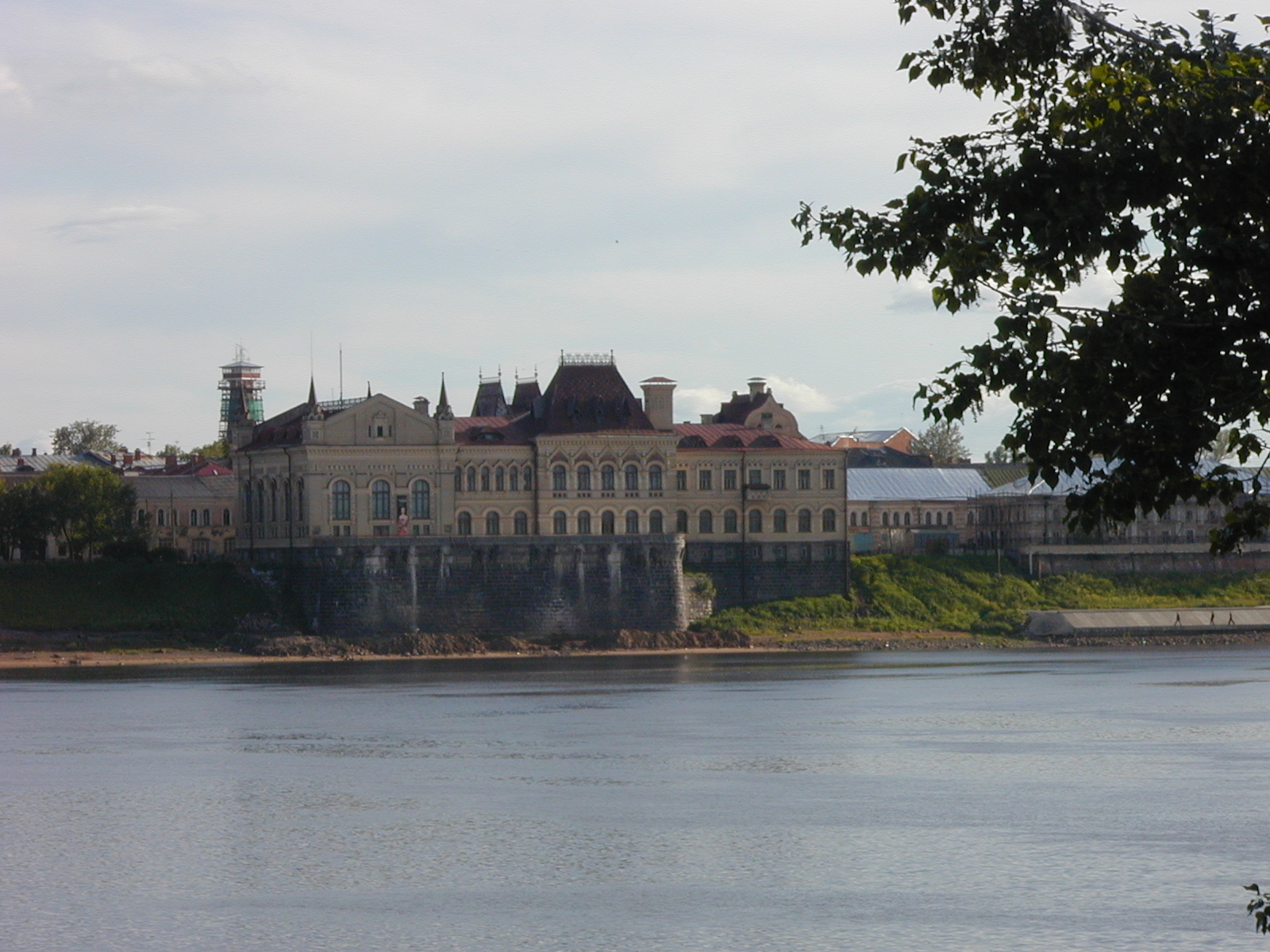
Die Altstadt von Rybinsk

Durch den Beschluss Peters des Großen zur Schaffung einer schiffbaren Verbindung Sankt Petersburgs mit der Wolga (Wyschni Wolotschoker Wassersystem, russisch Вышневоло́цкая во́дная систе́ма) wurde der Ort Umladestation für Güter aus dem Süden auf Schiffe mit geringerem Tiefgang. Mitte des 18. Jahrhunderts hatte sich der Ort zu einem der größten Binnenhäfen Russlands entwickelt, was Katharina die Große 1777 veranlasste, einen Ukas über die Umbenennung in Rybinsk (russisch Ры́бинск, deutsch Fischstadt) zu erlassen.
Der Ausbau der Flüsse Mologa und Scheksna führte zu einer wachsenden Bedeutung des Gebietes um Rybinsk für Flussschifffahrt und Getreidehandel. Mitte des 19. Jahrhunderts, als Rybinsk ca. 7.000 Einwohner zählte, zogen in der Saison über 130.000 Treidler durch die Stadt, damals die Hauptantriebskraft der Schiffe.
Die Bedeutung des Getreidehandels für Rybinsk manifestiert sich in der Tatsache, dass hier 1842 die dritte Getreidebörse Russlands eröffnet wurde, welche noch Anfang des 20. Jahrhunderts eine der größten und bedeutendsten Russlands war. Die Entwicklung von Stahlgießerei, Schiffbau, Seilereien und Ziegeleien sowie die Errichtung von Eisenbahnwerkstätten dokumentieren die Industrialisierung von Rybinsk Ende des 19. Jahrhunderts. Neu ins Rampenlicht rückte die Stadt wieder mit dem Bau des Rybinsker Stausees, des zweitgrößten Stausees Europas (4.580 km²), 1941 bis 1947.
Von 1946 bis 1957 hieß die Stadt Schtscherbakow (russisch Щербако́в) nach dem Gründungsmitglied des Schriftstellerverbandes der UdSSR und Chef der politischen Abteilung der Roten Armee im Zweiten Weltkrieg, Alexander Schtscherbakow, und von 1984 bis 1989 Andropow (russisch Андро́пов) nach dem sowjetischen Staatschef Juri Andropow.
In der Stadt bestand das Kriegsgefangenenlager 259 für deutsche Kriegsgefangene im Zweiten Weltkrieg.

### Bevölkerungsentwicklung
| Jahr | Einwohner |
| ---- | --------- |
| 1897 | 25.290    |
| 1939 | 141.905   |
| 1959 | 181.685   |
| 1970 | 218.282   |
| 1979 | 238.579   |
| 1989 | 251.442   |
| 2002 | 222.653   |
| 2010 | 200.771   |

Anmerkung: Volkszählungsdaten

## Wappen
Beschreibung: In Rot ein blauer Balken mit zwei goldenen Treppen, die auf einen über dem Balken liegenden erdfarbigen Hügel mit einem wachsenden schwarzen Bären mit goldener links geschulterter Axt, Klinge aufwärts gerichtet, reichen. Zwei silberne Sterlette schwimmen vor den Treppen aufeinander zu.
Symbolik: Die Sterlette stehen für den Reichtum an Wasser und Fischen. Über die beiden Treppen soll Katharina II. am 9. Mai 1767 zur Kathedrale gegangen sein. Der Bär symbolisiert die Zugehörigkeit zur Region und Stadt Jaroslawl.
Das Wappen und zugehöriges Stadtrecht sind aus der Zeit der Zarin. Grundlage waren das Dekret vom 3. August 1777 und das Gesetz vom 20. Juni 1778. Das Flaggenbild ist dem Wappen gleich.

## Wirtschaft und Infrastruktur

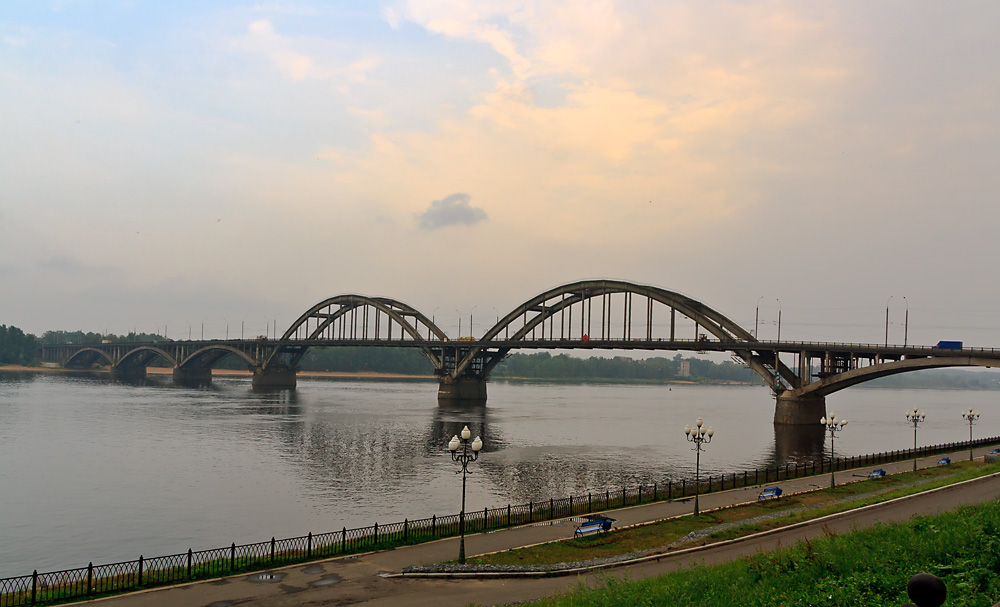
Rybinsker Wolga-Brücke (Apollon Belogolowy, 1939–1963)

Neben dem Wasserkraftwerk (330 MW) prägen der Tiefwasserhafen entlang des Wolga-Ostsee-Kanals, der Schiffs- und Maschinenbau sowie die Holz- und Kabelindustrie die wirtschaftliche Situation von Rybinsk.
Die Werft Rybinskaja Werf, seit 2015 eine Tochter von Konzern Kalaschnikow, baut hauptsächlich Schnellboote für Militär und Küstenwache. Die Wympel-Werft, die ebenfalls zum Konzern Kalaschnikow gehört, baut Patrouillenboote, Flugkörperkorvetten, Fischtrawler, Feuerlöschboote, Schlepper, Passagier-Tragflügelboote und weitere Mehrzweckboote.
Ein weiteres Industrieunternehmen mit Sitz in Rybinsk ist der Triebwerkshersteller NPO Saturn, der der staatlichen United Engine Corporation gehört.

## Museen
Mologa-Museum
Das Museum in der Preobrajenski-Gasse 6a (Преображенский пер., д. 6а) ist im August 1995 eröffnet worden. Es widmet sich der Entstehung des Rybinsker Stausees (Рыбинское водохранилище) in den 1930er-Jahren, an dessen Flutmauern in den 1940er Jahren ein großes Wasserkraftwerk gebaut wurde. Für den Stausee ist eine Fläche geflutet worden, auf der sich zwei Städte und etwa 700 Dörfer befanden. Die eine Stadt war Mologa. Mologoa heißt ein Fluss, der im Nordwesten in den Stausee fließt. Über die Zwangsaufgabe der Städte und Dörfer erzählt dieses Museum. Die Frauen, die sich im Museum um die Besucher kümmern, stammen aus von der Umsiedlung unmittelbar betroffenen Familien.

## Sport
Bei Rybinsk findet mit dem Demino Ski Marathon ein Skimarathon der Worldloppet-Serie statt.

## Städtepartnerschaften
- Kingsport, Vereinigte Staaten, seit 1989
- Johnson City, Vereinigte Staaten, seit 1989
- Bristol, Vereinigte Staaten, seit 1989

## Söhne und Töchter der Stadt
- Leonid Assur (1878–1920), Maschinenbauingenieur
- Joseph Michael Schenck (1878–1961), Manager verschiedener Filmunternehmen in den USA
- Nicholas M. Schenck (1881–1969), einer der Gründer der Filmbranche in Hollywood
- Valerian Tornius (1883–1970), deutscher Literaturhistoriker, Schriftsteller und Übersetzer
- Boris Grigorjew (1886–1939), Maler und Dichter
- Genrich Jagoda (1891–1938), Chef der sowjetischen Geheimpolizei NKWD
- Fjodor Charitonow (1899–1943), Generalleutnant im Zweiten Weltkrieg
- Wiktor Kondratjew (1902–1979), Chemiker
- Lew Pissarewski (1906–1974), Bildhauer
- Alexander Raspletin (1908–1967), Funktechniker, Kybernetiker und Raketenkonstrukteur
- Lew Oschanin (1912–1996), Dichter und Schriftsteller
- Eugen York (1912–1991), deutscher Regisseur und Drehbuchautor
- Anatoli Pantelejew (1915–1989), Luftfahrtingenieur
- Alexei Kopnin (1918–1991), Schachkomponist
- Kirill Kondratjew (1920–2006), Klimaforscher
- Stanislaw Rostozki (1922–2001), Regisseur und Drehbuchautor
- Nina Arefjewa (* 1941), HNO-Ärztin und Hochschullehrerin
- Konstantin Kedrow (1942–2025), Schriftsteller
- Wiktor Bojarski (* 1950), Polarforscher
- Alexei Owtschinin (* 1971), Kosmonaut
- Jegor Podomazki (* 1976), Eishockeytorwart
- Artjom Korotin (* 1978), russisch-israelischer Eishockeyspieler
- Alexei Zwetkow (* 1981), Eishockeyspieler
- Wladimir Potkin (* 1982), Schachmeister
- Fjodor Kusmin (* 1983), Tischtennisspieler
- Denis Parschin (* 1986), Eishockeyspieler
- Alexander Brjuchankow (* 1987), Profi-Triathlet
- Olga Beljakowa (* 1988), Shorttrackerin
- Nikita Kljukin (1989–2011), Eishockeyspieler
- Andrei Brjuchankow (* 1991), Profi-Triathlet
- Maxim Schuwalow (1993–2011), Eishockeyspieler